# Hanachirasu
Hanachirasu (刃鳴散らす) is een Japanse eroge die is geproduceerd en gepubliceerd door Nitroplus. Het computerspel verscheen op 30 september 2005 voor Microsoft Windows.

## Verhaallijn
Het verhaal speelt zich af in een alternatieve geschiedenis, tijdens het begin van de 21ste eeuw. 
De wereld heeft last van een overvloed van terrorisme, maar in Tokyo is het anders. Er zijn geen geweren  in de stad te vinden, maar wel zwaarden; door de strenge artillerieregulatie wordt er in de stad gevochten met metalen zwaarden, in plaats van vuurwapens, in klaarlichte dag.
Centraal in het verhaal staat het conflict tussen Takeda Akane en Igarasu Yoshia, die wraak wilt nemen voor zijn geliefde die vermoord werd door Akane.

## Personages
- Takeda Akane (武田赤音), stemacteur: Suzumi Tomoe
- Igarasu Yoshia (伊烏義阿), stemacteur: Oily Hana
- Takigawa Yumi (瀧川弓), stemacteur: Moruda Baito
- Itsurin (一輪), stemacteur: Sumoto Ayana
- Watari Shirobee (渡四郎兵), stemacteur: Sugisaki Kazuya
- Yasaka (八坂), stemacteur: Nomitori Fude
- Katsuraba Kyouko (桂葉恭子), stemacteur: Kaori
- Takeda Shou (武田笙), stemacteur: Kimura Ayaka
- Ishima Kaigen (石馬戒厳), stemacteur: Hokuto Minami

## Engelse vertaling
Tijdens Anime Expo 2011 kondigde JAST USA een officiële Engelse versie van Hanachirasu aan. Ze hadden als doel om het spel uit te brengen in 2012. Uiteindelijk kwam het spel uit op 10 maart 2015.